# Dubaïland
 (janvier 2012).
Dubaïland est un complexe de loisirs en cours de construction à Dubaï, Émirats arabes unis. Il est détenu par Tatweer (qui appartient à Dubaï Holding). Annoncé en 2003, il était l'un des développements de loisirs les plus ambitieux jamais proposé au monde, mais il a été sévèrement touché par la récession mondiale et la crise financière de Dubaï. Le développement a été mis en suspens en 2008, mais en mai 2011, il est annoncé qu'un master plan remanié pour le mégaprojet sera annoncé d'ici la fin de 2011.
Ces dernières années, Dubaïland s'est transformé en projet de promotion immobilière résidentielle et commerciale.

## Développement du projet

### Plan d'origine

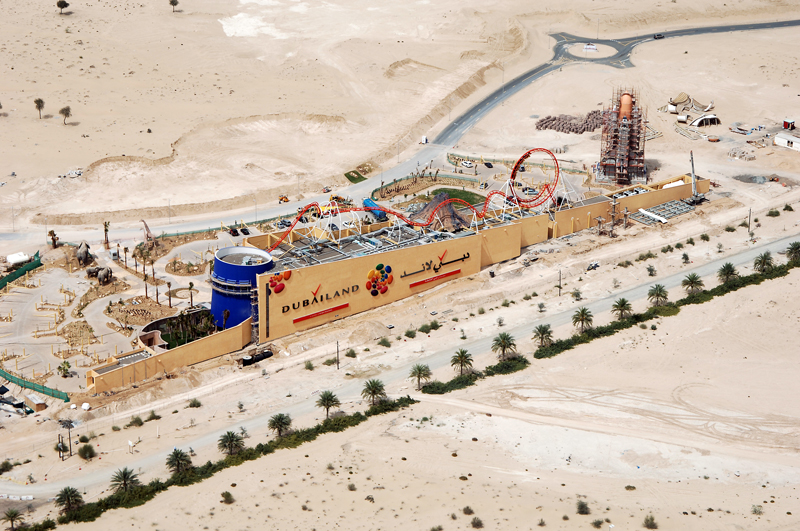
Dubailand sales center, mars 2006.

Le projet Dubaïland est dévoilé au public le 21 octobre 2003. Mohammed ben Rachid Al Maktoum a officiellement lancé le projet. L'émirat avance un budget de 5 milliards de dollars pour lancer le projet.
La superficie initiale de Dubaïland représentait 81 km2 dont une grande partie prise sur la mer. La construction de Dubaïland devait être divisée en quatre phases. La première phase devait s'achever en 2010 et 15 millions de visiteurs étaient attendus à l'horizon 2015.
Le projet d'origine comprenait :
- Attractions & Experience World (13 km2) : Parcs thématiques (IMG Worlds of Adventure, F1-X Dubai, Spyland Resort Dubai, Dinosaur Park, Space Science World), The Global Village (fête foraine avec pavillons thématiques ouvert en 2009), Kids City, Giants World, Water Parks – Aquadunya
- Retail and Entertainment World (4 km2) : Dubai Outlet City (qui comprend Dubai Outlet Mall), Flea Market, World Trade Park, Auction World, Factory Outlets
- Themed Leisure and Vacation World (29 km2) : Hydropolis, hôtel sous-marin, Women's World, Destination Dubai, Desert Kingdom, Andalusian Resort and Spa
- Eco-Tourism World (75 km2) : Al Sahra Desert Resort (ouvert en 2006), Sand Dune Hotel, Al Kaheel
- Sports and Outdoor World (19 km2) : Ski Dome, Cité des sports Dubai (ouvert), Emarat Sports World, Club équestre and Polo Club, Motor City et son Autodrome (ouvert en 2006), Cité du golf Dubai (ouvert)
- Downtown (1,8 km2) : Mall of Arabia (plus grand centre commercial du Moyen-Orient), City Walk, The Great Dubai Wheel, Virtual Game World

Le projet initial comprenait également une forêt tropicale artificielle sous un dome en verre géant, une piste de ski artificielle, et un hôtel "futuriste". En 2005, l'émirat investit 1,5 milliard de dollars en plus dans "Falcon City of Wonders", le "Disneyland du Moyen-Orient" dont la construction est prévue à Dubaïland.
Fabrice Kennel, une société française, s'est installée pour y construire l'un des plus grands tyrannosaurus artificiels de béton du monde avec une société locale : Aspen creation.

### Ouverts en 2006
Deux attractions sont ouvertes au grand public depuis 2006 : Motor City et son Autodrome et l'Al Sahra Desert Resort. Ce dernier est un complexe d'écotourisme balnéaire incluant la flore et la faune indigènes. Il offre la première production artistique permanente au Moyen-Orient : Jumana - Secret of the Desert (traduction : Jumana - Secret du Désert) est un somptueux spectacle « son, lumière, lasers, fontaines aquatiques, projections vidéo et feux d’artifice ». D’une technologie sans précédent, Jumana a lieu sur une scène entourée de 10 000 litres d’eau au sein d’un amphithéâtre en plein air de style arabe, pouvant accueillir 1 400 spectateurs par soir de représentation. La troupe du Jumana show, constituée de plus de 60 artistes (danseurs et acrobates), chameaux et chevaux, complètent ce conte magique inspiré des Mille et Une Nuits, dont la légende Omar Sharif est la voix du narrateur. L'Autodrome est un circuit de 5,39 km offrant six différentes configurations et intègre une école de conduite et une piste de karting. Il est situé à côté de Motor City, une ville érigée pour les fans de sports moteurs.
Le 30 avril 2007, Universal Studios annonce la construction d'un parc à Dubaïland, Universal Studios Dubailand, pour un investissement de 1,2 milliard de dollars. L'ouverture est prévue pour 2010. Les travaux sont lancés en juillet 2008. L'arche d'accueil du parc est finalisée en septembre 2008. Début 2009, l'ouverture est repoussée à 2012. En juin 2009, les travaux semblent à l'arrêt. Fin 2009, l'avenir du parc Universal à Dubaïland était plus qu'incertain. En octobre 2016, le projet est officiellement abandonné.
En avril 2008, Dubaïland annonce la signature d'un contrat avec Marvel pour développer des attractions sur le thème des super-héros de la marque de comic books.
En raison de la crise économique, différents projets sont en suspens, d'autres sont sérieusement remis en cause. Après l'annonce de 2011, les projets comme Six Flags Dubaï sont toujours en développement.
En mai 2012, un projet de camps dans le désert est lancé en vue de proposer une offre touristique authentique. En juin 2012, Disney confirme la licence accordée à Dubaïland pour construire le parc Marvel Adventure mais précise qu'il ne sera pas développé par Walt Disney Imagineering.

### Développements récents
La première phase de lancement de Dubaïland est caractérisée par le développement d'une destination de divertissement. Ce choix s'explique par le fait que le marché du divertissement est plus dynamique que celui du développement immobilier classique. La crise de 2009 a cependant mis un frein à cette stratégie. Les développements récents démontrent un déplacement des investissements vers la promotion immobilière résidentielle et commerciale.
En avril 2015, le groupe français Carrefour annonce l'ouverture prochaine de son enseigne à Dubaïland dans un centre commercial opéré par Tanmiyat Global. En septembre 2015, Tanmiyat Global lance la construction de deux tours jumelles à Dubaïland.
En février 2016, Dubai Properties Group annonce la construction d'une zone résidentielle à Dubaïland dont la complétion est prévue pour 2018. L'arrivée de zones résidentielles à plus bas prix tirent les prix du marché de l'immobilier de Dubaïland vers le bas, ce qui en fait une destination plus attractive pour la classe moyenne. Au premier trimestre 2017, Dubaïland est la zone de Dubaï qui enregistre le plus de demandes d'emménagements.
En mars 2017, la municipalité de Dubaï et Dubai Holding annoncent le lancement de la construction d'un parc géant à Dubaïland (comparable au Hyde Park de Londres en taille), le plus grand du pays. Le parc inclut 30 km de sentiers de marche, 20 km de sentiers de jogging, 14 km de sentiers a vélo, 55 parcs pour enfants, 45 terrains de sport, et 5 zones commerciales. En mars 2018, Continental Investments lance un nouveau projet résidentiel à Dubaïland avec un investissement de 272 millions de dollars.